# Masters of Formula 3 2001
De Marlboro Masters of Formula 3 2001 was de elfde editie van de Masters of Formula 3. De race, waarin Formule 3-teams uit verschillende Europese kampioenschappen tegen elkaar uitkomen, werd verreden op 5 augustus 2001 op het Circuit Park Zandvoort.
De race werd gewonnen door Takuma Sato voor Carlin Motorsport. Jaguar Racing-coureur André Lotterer en de andere Carlin van Anthony Davidson maakten het podium compleet.

## Inschrijvingen
| Team                    | No | Rijder                 | Chassis | Motor       | Kampioenschap        |
| ----------------------- | -- | ---------------------- | ------- | ----------- | -------------------- |
| Signature Competition   | 1  | Benoît Tréluyer        | Dallara | Renault     | Japanse Formule 3    |
| Signature Competition   | 2  | Mathieu Zangarelli     | Dallara | Renault     | Franse Formule 3     |
| Signature Competition   | 3  | Bruno Besson           | Dallara | Renault     | Franse Formule 3     |
| Carlin Motorsport       | 4  | Takuma Sato            | Dallara | Mugen-Honda | Britse Formule 3     |
| Carlin Motorsport       | 5  | Anthony Davidson       | Dallara | Mugen-Honda | Britse Formule 3     |
| Serge Saulnier          | 6  | Marchy Lee             | Dallara | Mugen-Honda |                      |
| Serge Saulnier          | 7  | Ryo Fukuda             | Dallara | Mugen-Honda | Franse Formule 3     |
| Opel Team BSR           | 8  | Toshihiro Kaneishi     | Dallara | Opel        | Duitse Formule 3     |
| Opel Team BSR           | 9  | Frank Diefenbacher     | Dallara | Opel        | Duitse Formule 3     |
| Opel Team BSR           | 11 | Bernhard Auinger       | Dallara | Opel        | Duitse Formule 3     |
| Manor Motorsport        | 12 | Derek Hayes            | Dallara | Mugen-Honda | Britse Formule 3     |
| Manor Motorsport        | 14 | Jeffrey Jones          | Dallara | Mugen-Honda | Britse Formule 3     |
| Manor Motorsport        | 15 | Mark Taylor            | Dallara | Mugen-Honda | Britse Formule 3     |
| RC Motorsport           | 16 | Paolo Montin           | Dallara | Opel        | Japanse Formule 3    |
| RC Motorsport           | 17 | Cristiano Citron       | Dallara | Opel        | Italiaanse Formule 3 |
| ASM Elf                 | 18 | Tristan Gommendy       | Dallara | Renault     | Franse Formule 3     |
| ASM Elf                 | 19 | Tiago Monteiro         | Dallara | Renault     | Franse Formule 3     |
| ADAC Berlin-Brandenburg | 20 | Stefan Mücke           | Dallara | Opel        | Duitse Formule 3     |
| ADAC Berlin-Brandenburg | 21 | Markus Winkelhock      | Dallara | Opel        | Duitse Formule 3     |
| Jaguar Racing           | 22 | André Lotterer         | Dallara | Mugen-Honda | Britse Formule 3     |
| Jaguar Racing           | 23 | James Courtney         | Dallara | Mugen-Honda | Britse Formule 3     |
| GM Motorsport           | 24 | Nicolas Kiesa          | Dallara | Toyota      | Duitse Formule 3     |
| GM Motorsport           | 25 | Tony Schmidt           | Dallara | Toyota      | Duitse Formule 3     |
| GM Motorsport           | 26 | Hannes Lachinger       | Dallara | Toyota      | Duitse Formule 3     |
| Alan Docking Racing     | 28 | Andy Priaulx           | Dallara | Mugen-Honda | Britse Formule 3     |
| Prema Powerteam         | 29 | Björn Wirdheim         | Dallara | Opel        | Duitse Formule 3     |
| Prema Powerteam         | 30 | Kosuke Matsuura        | Dallara | Opel        | Duitse Formule 3     |
| Prema Powerteam         | 32 | Ryan Briscoe           | Dallara | Opel        | Duitse Formule 3     |
| Team Avanti             | 33 | Matthew Davies         | Dallara | Opel        | Britse Formule 3     |
| Cram Competition        | 34 | Matteo Grassotto       | Dallara | Opel        | Duitse Formule 3     |
| Cram Competition        | 35 | Raffaele Giammaria     | Dallara | Opel        | Duitse Formule 3     |
| Fortec Motorsport       | 36 | Alex Gurney            | Dallara | Renault     | Britse Formule 3     |
| Fortec Motorsport       | 37 | Gianmaria Bruni        | Dallara | Renault     | Britse Formule 3     |
| Target Racing           | 38 | Sakon Yamamoto         | Dallara | Opel        | Japanse Formule 3    |
| MOL-Trella Motorsport   | 39 | Zsolt Baumgartner      | Dallara | Opel        | Duitse Formule 3     |
| Swiss Racing Team       | 40 | Kari Mäenpää           | Dallara | Opel        | Duitse Formule 3     |
| Swiss Racing Team       | 41 | João Paulo de Oliveira | Dallara | Opel        | Duitse Formule 3     |
| Duma Racing             | 42 | Ryan Dalziel           | Dallara | Mugen-Honda | Britse Formule 3     |
| Duma Racing             | 43 | Jamie Spence           | Dallara | Mugen-Honda | Britse Formule 3     |
| Promatecme UK           | 44 | Bruce Jouanny          | Dallara | Mugen-Honda | Britse Formule 3     |
| Promatecme UK           | 45 | Atsushi Katsumata      | Dallara | Mugen-Honda | Britse Formule 3     |
| Van Amersfoort Racing   | 46 | Allan Simonsen         | Dallara | Opel        | Duitse Formule 3     |
| Van Amersfoort Racing   | 47 | Marco du Pau           | Dallara | Opel        | Duitse Formule 3     |
| JB Motorsport           | 48 | Tom van Bavel          | Dallara | Opel        | Britse Formule 3     |
| JB Motorsport           | 49 | Nicolas Stelandre      | Dallara | Opel        | Britse Formule 3     |

## Kwalificatie

### Groep A
| Positie | Nr. | Rijder                 | Team                    | Tijd Q1  | Tijd Q2  |
| ------- | --- | ---------------------- | ----------------------- | -------- | -------- |
| 1       | 1   | Benoît Tréluyer        | Signature Competition   | 1:33.785 | 1:34.899 |
| 2       | 19  | Tiago Monteiro         | ASM Elf                 | 1:34.034 | 1:35.402 |
| 3       | 7   | Ryo Fukuda             | Serge Saulnier          | 1:34.461 | 1:34.211 |
| 4       | 37  | Gianmaria Bruni        | Fortec Motorsport       | 1:34.505 | 1:34.248 |
| 5       | 5   | Anthony Davidson       | Carlin Motorsport       | 1:34.282 | 1:34.336 |
| 6       | 25  | Tony Schmidt           | GM Motorsport           | 1:34.290 | 1:34.672 |
| 7       | 15  | Mark Taylor            | Manor Motorsport        | 1:34.394 | 1:35.161 |
| 8       | 41  | João Paulo de Oliveira | Swiss Racing Team       | 1:34.428 | 1:35.341 |
| 9       | 33  | Matthew Davies         | Team Avanti             | 1:34.504 | 1:35.124 |
| 10      | 49  | Nicolas Stelandre      | JB Motorsport           | 1:35.028 | 1:34.689 |
| 11      | 23  | James Courtney         | Jaguar Racing           | 1:34.802 | 1:35.239 |
| 12      | 3   | Bruno Besson           | Signature Competition   | 1:34.834 | 1:35.657 |
| 13      | 45  | Atsushi Katsumata      | Promatecme UK           | 1:34.860 | 1:35.379 |
| 14      | 47  | Marco du Pau           | Van Amersfoort Racing   | 1:36.787 | 1:34.926 |
| 15      | 39  | Zsolt Baumgartner      | MOL-Trella Motorsport   | 1:34.942 | 1:34.980 |
| 16      | 21  | Markus Winkelhock      | ADAC Berlin-Brandenburg | 1:35.194 | 1:34.971 |
| 17      | 11  | Bernhard Auinger       | Opel Team BSR           | 1:34.996 | 1:35.763 |
| 18      | 9   | Frank Diefenbacher     | Opel Team BSR           | 1:35.015 | 1:35.437 |
| 19      | 35  | Raffaele Giammaria     | Cram Competition        | 1:35.081 | 1:35.784 |
| 20      | 43  | Jamie Spence           | Duma Racing             | 1:35.184 | 1:35.467 |
| 21      | 29  | Björn Wirdheim         | Prema Powerteam         | 1:35.606 | 1:35.443 |
| 22      | 17  | Cristiano Citron       | RC Motorsport           | 1:38.492 | 1:37.242 |

### Groep B
| Positie | Nr. | Rijder             | Team                    | Tijd Q1  | Tijd Q2  |
| ------- | --- | ------------------ | ----------------------- | -------- | -------- |
| 1       | 4   | Takuma Sato        | Carlin Motorsport       | 1:33.677 | 1:33.978 |
| 2       | 44  | Bruce Jouanny      | Promatecme UK           | 1:38.015 | 1:34.216 |
| 3       | 22  | André Lotterer     | Jaguar Racing           | 1:34.265 | 1:34.535 |
| 4       | 8   | Toshihiro Kaneishi | Opel Team BSR           | 1:34.321 | 1:34.833 |
| 5       | 48  | Tom van Bavel      | JB Motorsport           | 1:34.391 | 1:35.217 |
| 6       | 24  | Nicolas Kiesa      | GM Motorsport           | 1:34.404 | 1:35.150 |
| 7       | 12  | Derek Hayes        | Manor Motorsport        | 1:34.516 | 1:35.167 |
| 8       | 18  | Tristan Gommendy   | ASM Elf                 | 1:34.562 | 1:36.590 |
| 9       | 28  | Andy Priaulx       | Alan Docking Racing     | 1:34.620 | 1:35.364 |
| 10      | 2   | Mathieu Zangarelli | Signature Competition   | 1:34.731 | 1:35.417 |
| 11      | 14  | Jeffrey Jones      | Manor Motorsport        | 1:34.744 | 1:35.241 |
| 12      | 16  | Paolo Montin       | RC Motorsport           | 1:34.772 | 1:35.550 |
| 13      | 30  | Kosuke Matsuura    | Prema Powerteam         | 1:34.828 | 1:35.109 |
| 14      | 42  | Ryan Dalziel       | Duma Racing             | 1:34.920 | 1:36.281 |
| 15      | 20  | Stefan Mücke       | ADAC Berlin-Brandenburg | 1:34.943 | 1:35.566 |
| 16      | 32  | Ryan Briscoe       | Prema Powerteam         | 1:34.974 | 1:35.283 |
| 17      | 26  | Hannes Lachinger   | GM Motorsport           | 1:35.160 | 1:35.022 |
| 18      | 40  | Kari Mäenpää       | Swiss Racing Team       | 1:35.204 | 1:35.646 |
| 19      | 36  | Alex Gurney        | Fortec Motorsport       | 1:35.345 | 1:35.527 |
| 20      | 34  | Matteo Grassotto   | Cram Competition        | 1:35.578 | 1:36.362 |
| 21      | 6   | Marchy Lee         | Serge Saulnier          | 1:36.318 | 1:35.795 |
| 22      | 38  | Sakon Yamamoto     | Target Racing           | 1:35.956 | 1:37.097 |
| 23      | 46  | Allan Simonsen     | Van Amersfoort Racing   | 1:36.638 | 1:35.992 |

## Race
| Positie | Nr. | Rijder                 | Team                    | Ronden | Tijd/Verschil       | Grid |
| ------- | --- | ---------------------- | ----------------------- | ------ | ------------------- | ---- |
| 1       | 4   | Takuma Sato            | Carlin Motorsport       | 25     | 39:58.870           | 1    |
| 2       | 22  | André Lotterer         | Jaguar Racing           | 25     | +9.228              | 5    |
| 3       | 5   | Anthony Davidson       | Carlin Motorsport       | 25     | +9.687              | 10   |
| 4       | 37  | Gianmaria Bruni        | Fortec Motorsport       | 25     | +17.281             | 8    |
| 5       | 19  | Tiago Monteiro         | ASM Elf                 | 25     | +18.038             | 4    |
| 6       | 15  | Mark Taylor            | Manor Motorsport        | 25     | +20.617             | 14   |
| 7       | 8   | Toshihiro Kaneishi     | Opel Team BSR           | 25     | +21.978             | 7    |
| 8       | 25  | Tony Schmidt           | GM Motorsport           | 25     | +22.307             | 12   |
| 9       | 7   | Ryo Fukuda             | Serge Saulnier          | 25     | +22.990             | 6    |
| 10      | 12  | Derek Hayes            | Manor Motorsport        | 25     | +26.285             | 13   |
| 11      | 33  | Matthew Davies         | Team Avanti             | 25     | +31.944             | 18   |
| 12      | 23  | James Courtney         | Jaguar Racing           | 25     | +32.326             | 22   |
| 13      | 41  | João Paulo de Oliveira | Swiss Racing Team       | 25     | +36.817             | 16   |
| 14      | 47  | Marco du Pau           | Van Amersfoort Racing   | 25     | +37.766             | 28   |
| 15      | 14  | Jeffrey Jones          | Manor Motorsport        | 25     | +38.236             | 21   |
| 16      | 18  | Tristan Gommendy       | ASM Elf                 | 25     | +42.998             | 15   |
| 17      | 42  | Ryan Dalziel           | Duma Racing             | 25     | +45.335             | 27   |
| 18      | 20  | Stefan Mücke           | ADAC Berlin-Brandenburg | 25     | +46.071             | 29   |
| 19      | 9   | Frank Diefenbacher     | Opel Team BSR           | 25     | +47.780             | 36   |
| 20      | 35  | Raffaele Giammaria     | Cram Competition        | 25     | +48.296             | 37   |
| 21      | 3   | Bruno Besson           | Signature Competition   | 25     | +48.709             | 24   |
| 22      | 28  | Andy Priaulx           | Alan Docking Racing     | 25     | +50.623             | 17   |
| 23      | 30  | Kosuke Matsuura        | Prema Powerteam         | 25     | +57.423             | 25   |
| 24      | 1   | Benoît Tréluyer        | Signature Competition   | 25     | +1:09.482           | 2    |
| 25      | 40  | Kari Mäenpää           | Swiss Racing Team       | 25     | +1:09.608           | 35   |
| 26      | 48  | Tom van Bavel          | JB Motorsport           | 25     | +1:10.077           | 9    |
| 27      | 11  | Bernhard Auinger       | Opel Team BSR           | 25     | +1:11.151           | 34   |
| 28      | 39  | Zsolt Baumgartner      | MOL-Trella Motorsport   | 25     | +1:22.824           | 30   |
| 29      | 44  | Bruce Jouanny          | Promatecme UK           | 25     | +1:26.274           | 3    |
| DNF     | 49  | Nicolas Stelandre      | JB Motorsport           | 24     | Uitgevallen         | 20   |
| DNF     | 32  | Ryan Briscoe           | Prema Powerteam         | 21     | Uitgevallen         | 31   |
| DNF     | 26  | Hannes Lachinger       | GM Motorsport           | 17     | Uitgevallen         | 33   |
| DNF     | 24  | Nicolas Kiesa          | GM Motorsport           | 11     | Uitgevallen         | 11   |
| DNF     | 45  | Atsushi Katsumata      | Promatecme UK           | 4      | Uitgevallen         | 26   |
| DNF     | 2   | Mathieu Zangarelli     | Signature Competition   | 4      | Uitgevallen         | 19   |
| DNF     | 21  | Markus Winkelhock      | ADAC Berlin-Brandenburg | 1      | Uitgevallen         | 32   |
| DNF     | 16  | Paolo Montin           | RC Motorsport           | 0      | Uitgevallen         | 23   |
| DNQ     | 43  | Jamie Spence           | Duma Racing             | 0      | Niet gekwalificeerd |      |
| DNQ     | 29  | Björn Wirdheim         | Prema Powerteam         | 0      | Niet gekwalificeerd |      |
| DNQ     | 17  | Cristiano Citron       | RC Motorsport           | 0      | Niet gekwalificeerd |      |
| DNQ     | 36  | Alex Gurney            | Fortec Motorsport       | 0      | Niet gekwalificeerd |      |
| DNQ     | 34  | Matteo Grassotto       | Cram Competition        | 0      | Niet gekwalificeerd |      |
| DNQ     | 6   | Marchy Lee             | Serge Saulnier          | 0      | Niet gekwalificeerd |      |
| DNQ     | 38  | Sakon Yamamoto         | Target Racing           | 0      | Niet gekwalificeerd |      |
| DNQ     | 46  | Allan Simonsen         | Van Amersfoort Racing   | 0      | Niet gekwalificeerd |      |

1991 · 1992 · 1993 · 1994 · 1995 · 1996 · 1997 · 1998 · 1999 · 2000 · 2001 · 2002 · 2003 · 2004 · 2005 · 2006 · 2007 · 2008 · 2009 · 2010 · 2011 · 2012 · 2013 · 2014 · 2015 · 2016
Lijst van coureurs